# Exploration Flight Test 1
Exploration Flight Test 1 (EFT-1) byl první zkušební nepilotovaný let americké kosmické lodi Orion, který proběhl 5. prosince 2014.

## Popis
Účelem letu bylo vyzkoušet různé systémy Orionu, jako je oddělování jednotlivých stupňů, avionika, tepelný štít, padáky a záchranné systémy, před prvním startem lodi na raketě Space Launch System.
Modul pro posádku, který byl použit při letu EFT-1, vyrobila společnost Lockheed Martin v letech 2011–2012.
Raketa Delta IV Heavy s modulem pro posádku lodi Orion odstartovala ze startovacího komplexu 37B na mysu Canaveral ve 12:05 UTC (7:05 východoamerického času) dne 5. prosince 2014. Během letu o délce přibližně 4,5 hodiny provedl Orion dva oběhy Země, během kterých dvakrát prolétl Van Allenovými radiačními pásy a dosáhl apogea 5800 km. Do zemské atmosféry vstoupil rychlostí 32 000 km/h (8900 m/s) a v 16:29 UTC přistál v Tichém oceánu, asi 970 km jihovýchodně od San Diega, kde jej vylovila transportní loď USS Anchorage.

## Galerie

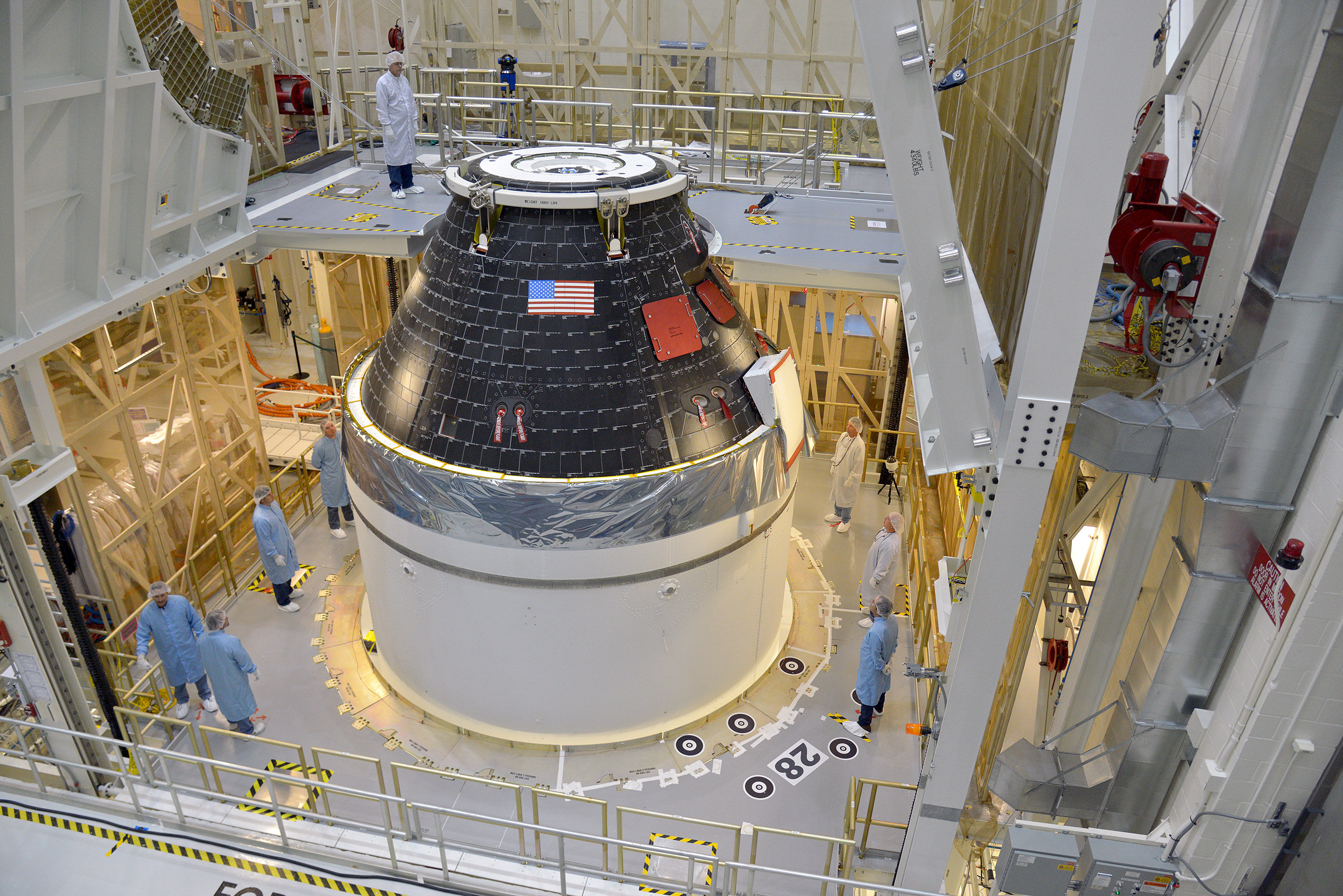
Modul pro posádku lodi Orion určený pro let EFT-1
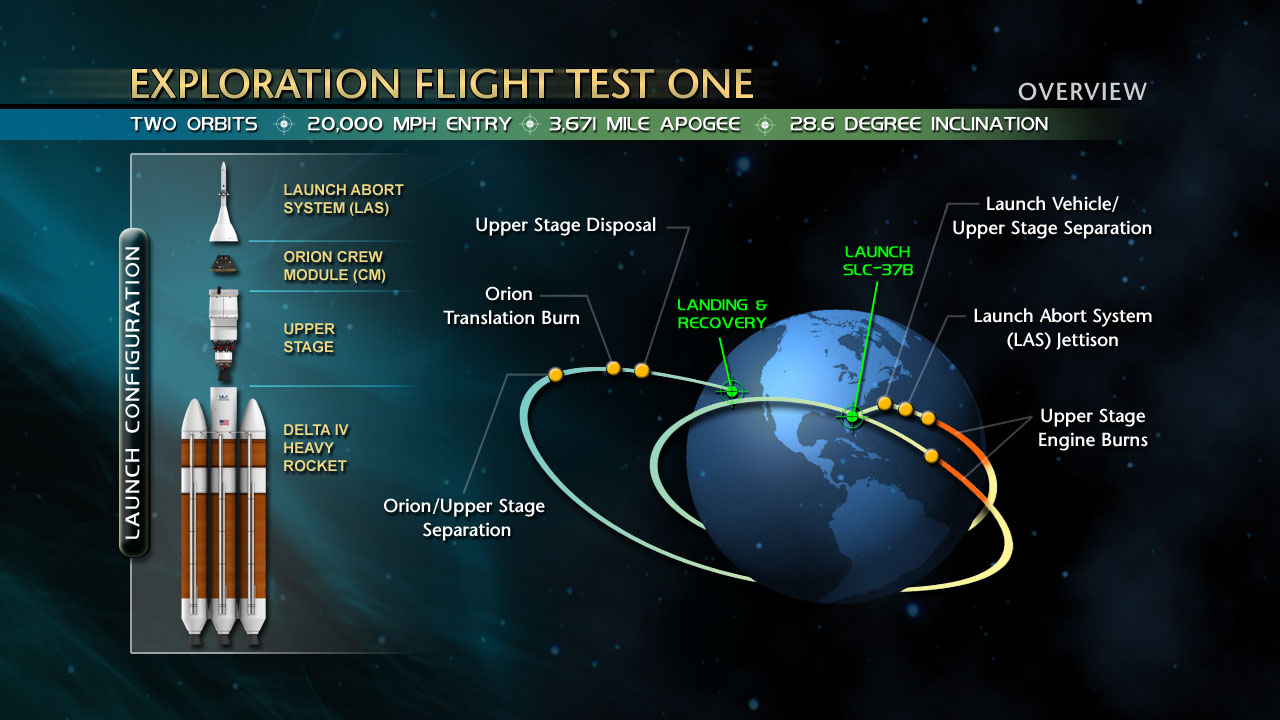
Schéma letu
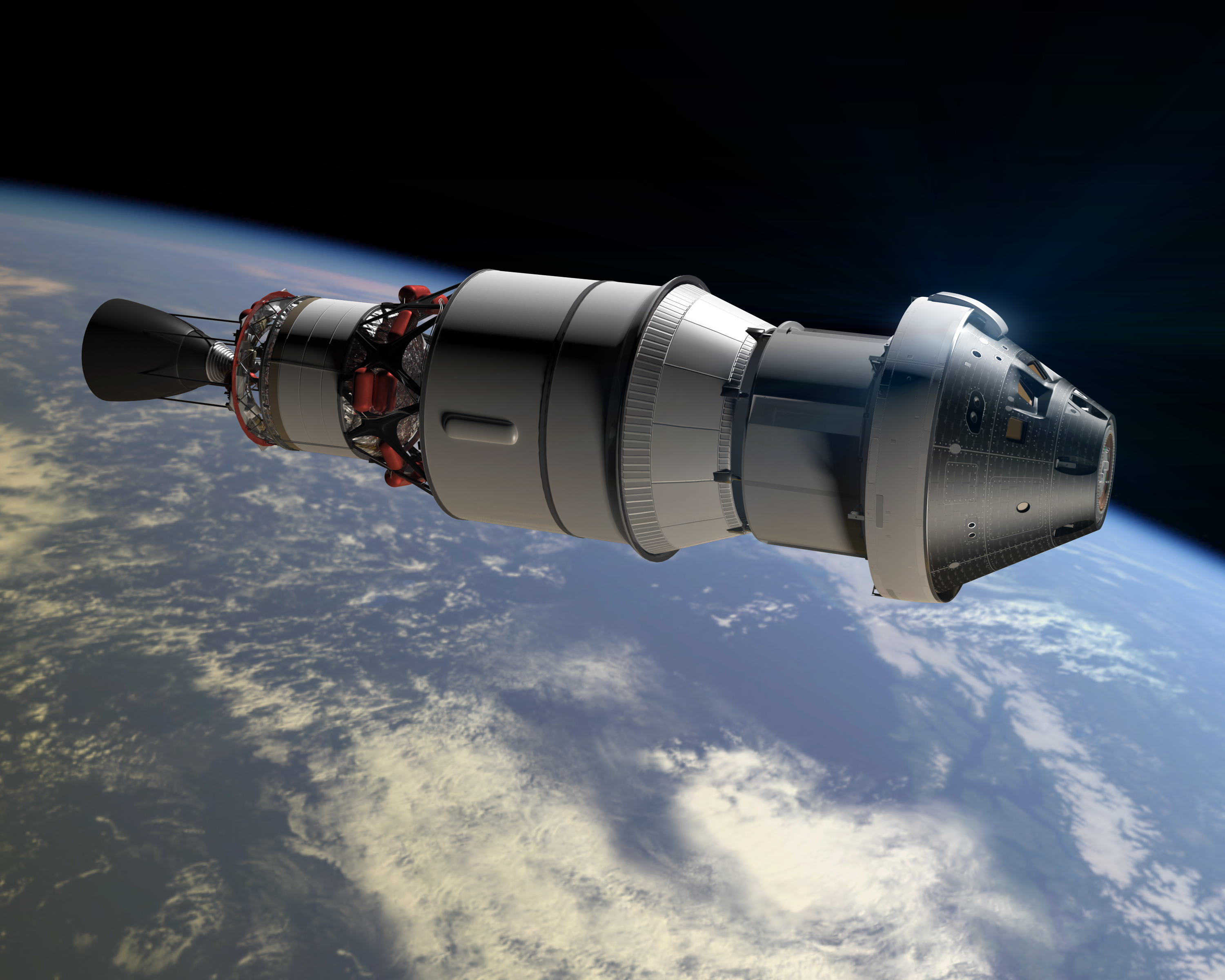
Vizualizace lodi Orion a horního stupně rakety Delta IV Heavy během letu EFT-1
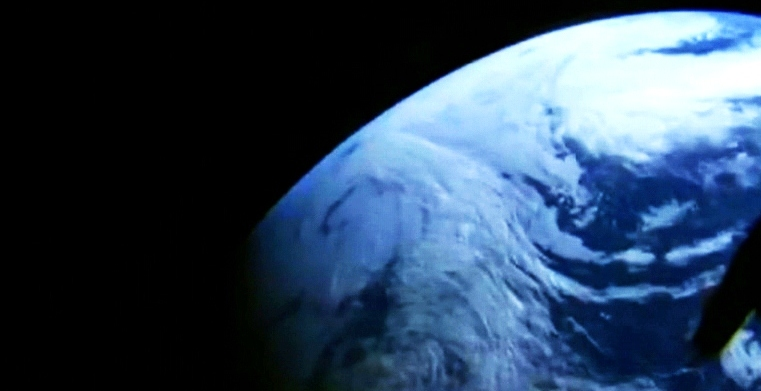
Země vyfotografovaná z lodi Orion při letu EFT-1
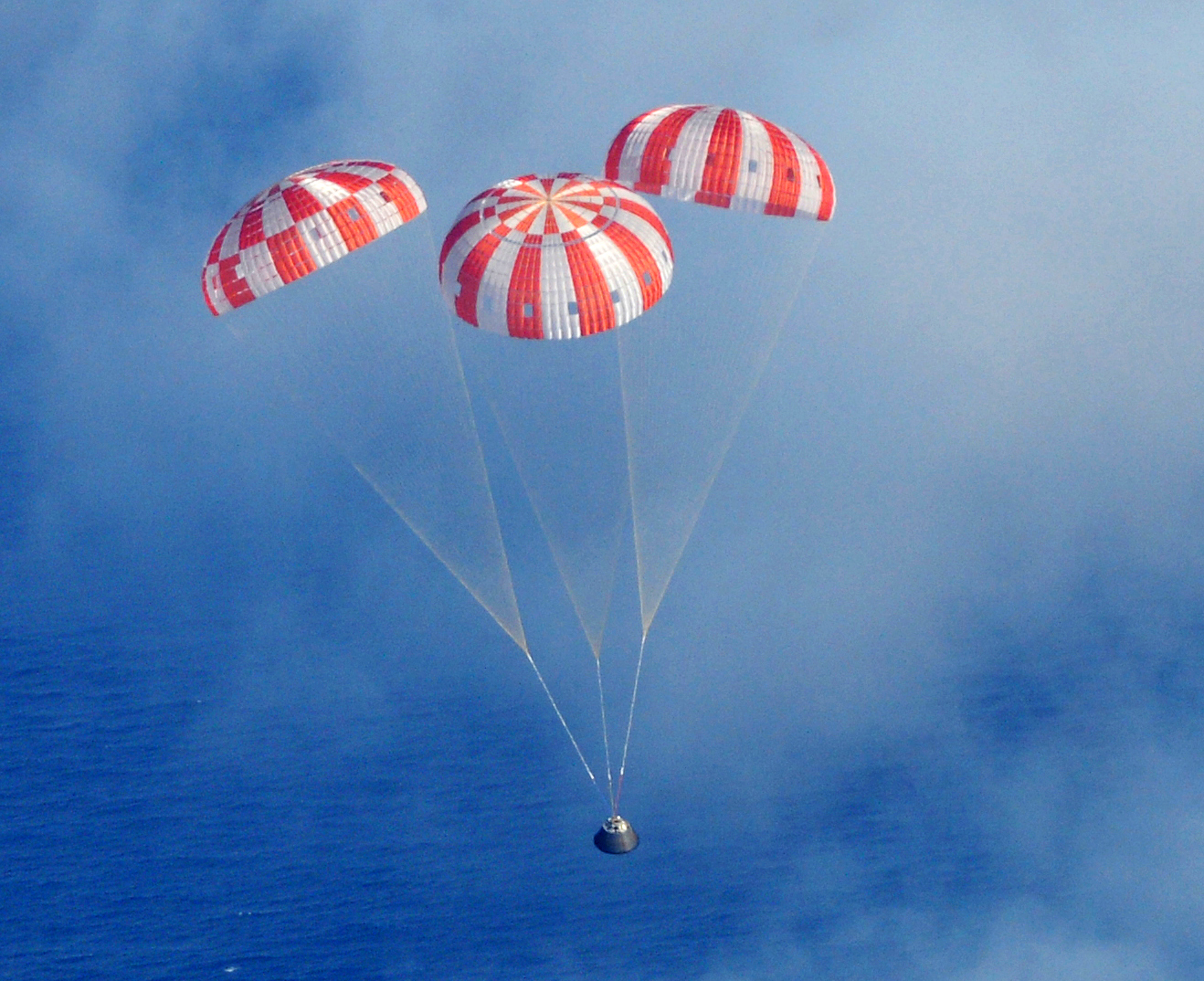
Přistání letu EFT-1
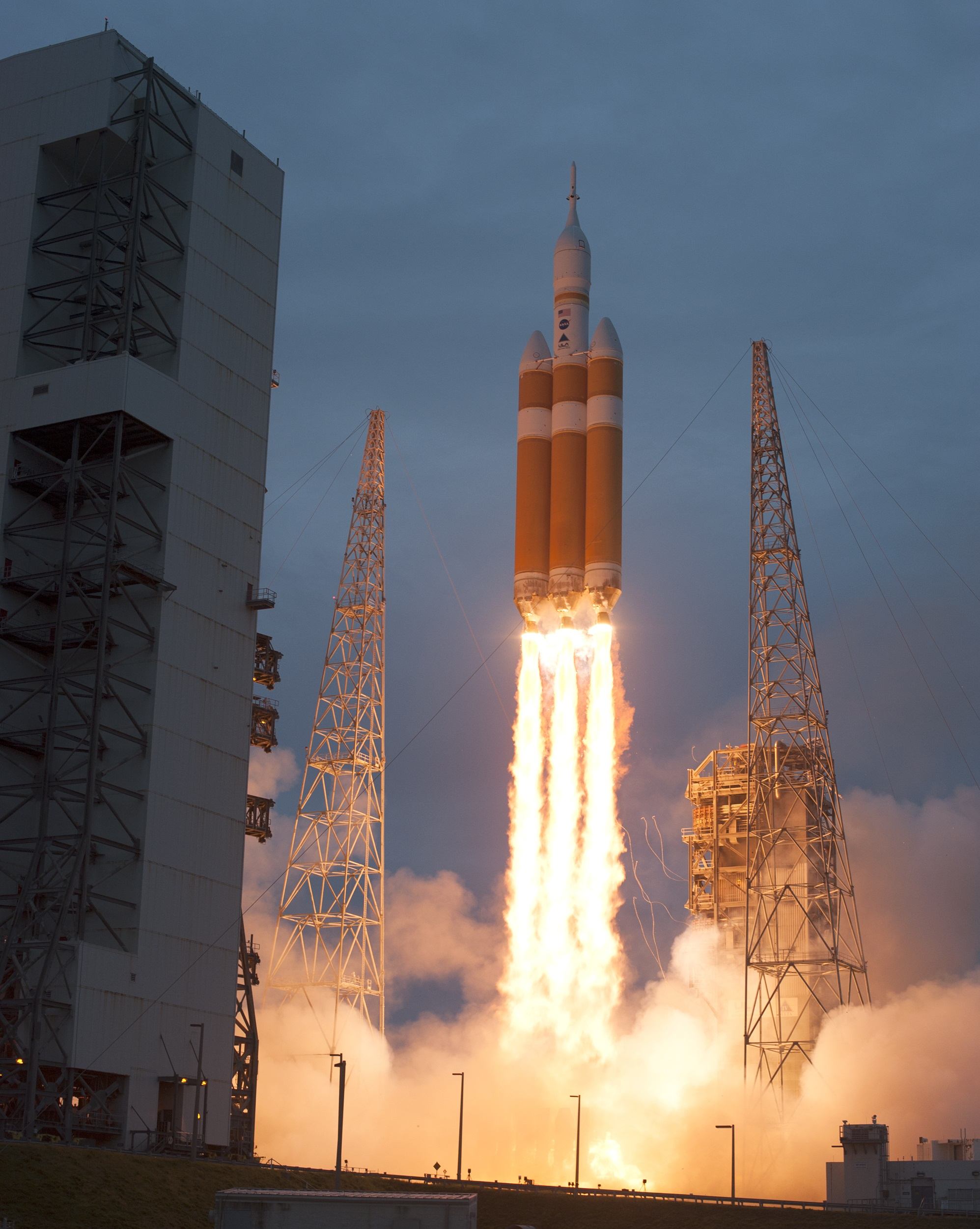
Start letu Exploration Flight 1